# Windusari (Windusari)
Windusari is een bestuurslaag in het regentschap Magelang van de provincie Midden-Java, Indonesië. Windusari telt 3220 inwoners (volkstelling 2010).